# Trachinotus anak
Trachinotus anak är en fiskart som beskrevs av Ogilby, 1909. Trachinotus anak ingår i släktet Trachinotus och familjen taggmakrillfiskar. Inga underarter finns listade i Catalogue of Life.